# SS Naronic
El SS Naronic fue un barco de vapor británico construido por los astilleros de Harland and Wolff en Belfast para la compañía naviera White Star Line. El barco desapareció en el mar tras dejar Liverpool el 11 de febrero de 1893 rumbo hacia Nueva York, con la pérdida de las 74 personas que llevaba a bordo. El destino final del barco es todavía un misterio.

## Historia

### Botadura y servicio
El Naronic fue botado el día 26 de mayo de 1892, y fue completado el 11 de julio de ese mismo año. Partió en su viaje inaugural cuatro días después, el 15 de julio, navegando desde Liverpool hacia Nueva York. Después de su primer viaje, el Naronic realizó cinco viajes más sin incidentes, antes de partir en el que sería su último viaje el 11 de febrero de 1893 bajo el mando del capitán William Roberts.

### Desastre
Para este viaje a Nueva York, el Naronic tenía una tripulación de 50 personas, además de 14 criadores de ganado para atender la carga principal del buque, de ganado, y 10 cuidadores de caballos. Después de dejar el puerto de Liverpool, paró brevemente en Lynas Point, Anglesey, North Wales, para dejar al práctico en tierra antes de dirigirse hacia el oeste en mares bravos, para nunca más ser visto nuevamente.
El Naronic no tenía los equipos de telegrafía con los que enviar señales de socorro (el buque desapareció cuatro años antes de que la Compañía Marconi abriera su fábrica, que produjo el sistema del RMS Titanic usado para enviar señales de socorro). El único conocimiento que se tiene del accidente proviene de dos fuentes.
El barco británico SS Coventry relató haber visto dos de los botes salvavidas vacíos del Naronic. El primer bote salvavidas, encontrado a las 2:00 a. m. del día 4 de marzo, fue volcado, y el segundo fue encontrado a las 2:00 p. m., pero acabó siendo inundado. El primero de ellos fue encontrado a 19 millas (algunas fuentes indican que estaba a 90 millas) del lugar donde el Titanic (también de la White Star Line) más tarde, en abril de 1912, encontró un destino similar.
La segunda fuente de información son cuatro botellas con mensajes dentro, recuperados más tarde, que alegaban haber sido escritos mientras el Naronic se estaba hundiendo. Dos de las botellas fueron encontradas en Estados Unidos, una el 3 de marzo en Bay Ridge (Brooklyn, Nueva York), y la otra en Ocean View (Virginia) el día 30 de marzo. La tercera botella fue encontrada en junio de 1893, en el canal de Irlanda, y la cuarta fue encontrada el día 18 de septiembre en el río Mersey cerca del punto de partida del buque, en el puerto de Liverpool.
Mientras que los cuatro mensajes mencionaban específicamente el naufragio del Naronic, la segunda botella encontrada contenía un mensaje más detallado:

3:10 AM 19 de febrero. SS Naronic en alta mar. A todo aquel que encuentre esto: informe cuando encuentre esto a nuestros agentes si no han sido informados previamente, que nuestro barco se está hundiendo rápidamente bajo las olas. Es una tormenta tan fuerte que no podremos sobrevivir en los pequeños botes salvavidas. Uno de ellos ya se ha hundido con su carga humana. Ojalá Dios nos permita sobrevivir a esto. Chocamos con un iceberg durante una cegadora tormenta de nieve y estuvimos a flote durante dos horas. Ahora son las 3:20 AM por mi reloj y este gran barco se encuentra al nivel del agua. Informe a los agentes en Broadway, New New York, M. Kersey & Company. Adiós a todos.

Fue firmado por "John Olsen, ganadero". Sin embargo, no había nadie con este nombre listado en el manifiesto del barco; los más próximos eran los ganaderos John O'Hara y John Watson. Una situación similar existe con el mensaje de la primera botella encontrada, el cual fue firmado por "L. Winsel", que tampoco estaba en el manifiesto. Los mensajes de las otras dos botellas no estaban firmados. Debido a esto, la confiabilidad de los mensajes embotellados como testamentos genuinos sobre el destino del buque han sido cuestionados en el Tribunal de investigación sobre el accidente, no aceptando dichos mensajes como genuinos. Si los mensajes son correctos, el buque se hundió en algún momento después de las 03:20 de la madrugada del día 19 de febrero de 1893.